# Jean-Balthazar Keller
Pour les articles homonymes, voir Keller.
Hans Johann Balthazar Keller vom Steinbock, dit Jean-Balthazar Keller, né en 1638 à Zurich et mort à Paris en 1702, est un sculpteur et un fondeur suisse.

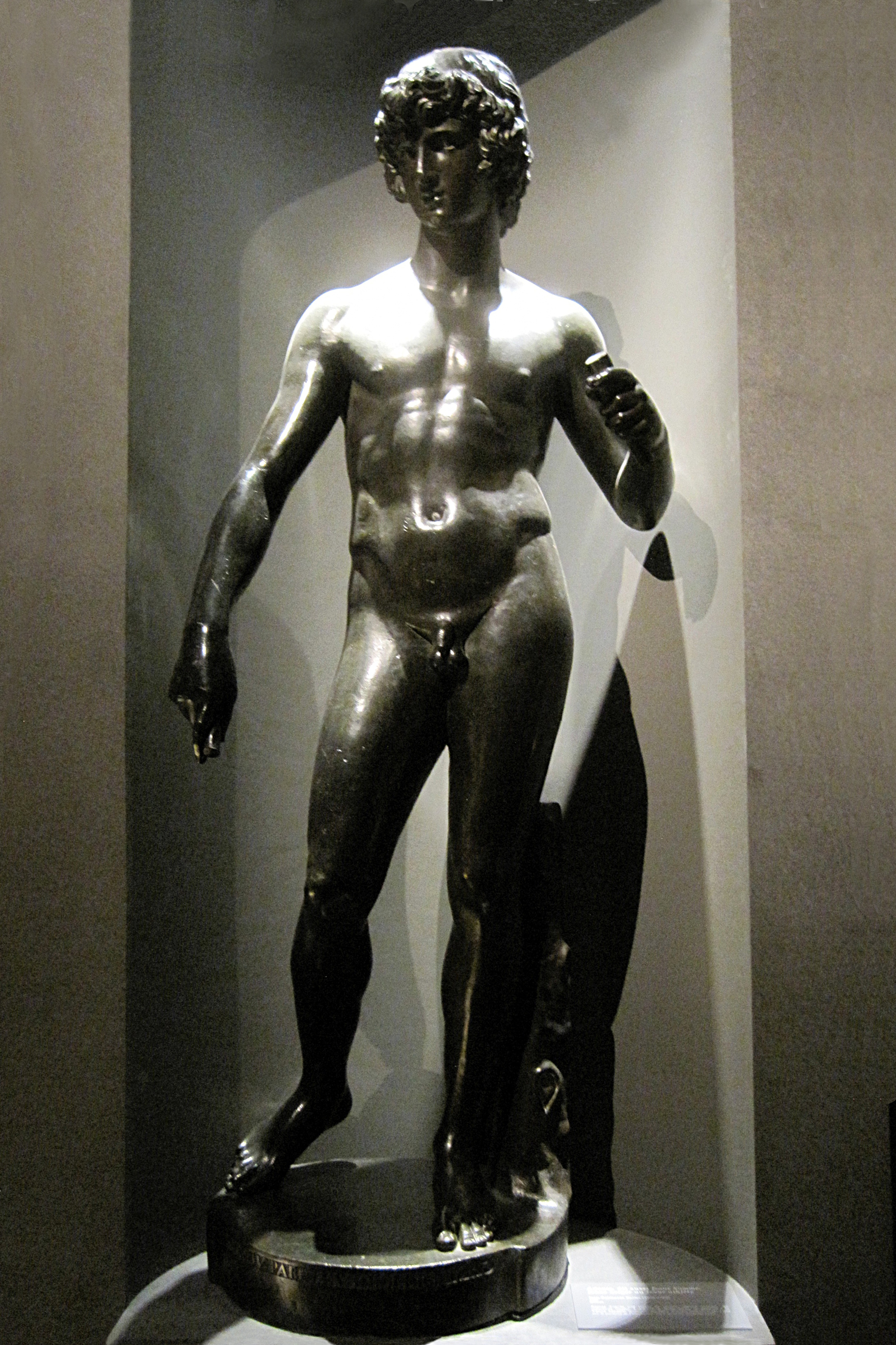
Adonis, dit aussi Jeune homme, Jeune berger ou encore Jeune athlète (1687) - Musée national du Château de Versailles.

## Biographie
Héritier d’une vieille famille patricienne suisse, Jean-Balthazar Keller naît à Zurich de Johann-Balthazar Keller vom Steinbock (1603-1657) et de Verena Wetzel (1617-1679). Bon dessinateur, il commence sa carrière dans l’orfèvrerie. À l’instigation de son frère Jean-Jacques, fondeur de canons au service de la France, il se rend à Paris en 1660 pour y exercer ce métier. Il est le premier qui ait osé couler d'un seul jet à cire perdue des ouvrages de grande dimension.
Keller réalise alors des statues pour le parc de Versailles. Il fond en bronze la statue équestre de Louis XIV conçue par Girardon, commandée, pour la place Vendôme, par la ville de Paris,, et une copie du Rémouleur antique pour le jardin des Tuileries. En 1697, il est nommé commissaire général des fontes de l’artillerie du roi et inspecteur de la grande fonderie de l’arsenal royal à Paris. Quatre statues fondues par les frères Keller entre 1684 et 1686 ornent la façade de Mansart du château de Versailles en 1701.
Le 9 février 1682, il épouse Susanne de Boubers de Bernâtre, descendante d'une riche famille de Picardie. Keller meurt à Paris, le 17 mars 1702.
Son frère aîné Jean-Jacques fut associé à tous ses travaux.

## Iconographie
Hyacinthe Rigaud peint deux portraits de Keller, en 1685 et en 1693.

## Liste d'œuvres
- Diane chasseresse dite aussi Diane à la biche, premier bronze d'après la précieuse sculpture antique de marbre blanc dite Diane de Versailles, réalisé en 1685, placé en 1685 au centre du parterre de l'Orangerie du château de Versailles et transporté vers 1701 dans le jardin du château de Marly.
- Apollon, Antinoüs, Faune et Bacchus de Versailles, quatre copies d'antiques, placées en 1686 aux extrémités méridionales face aux escaliers des Cent Marches, puis en 1701 au pied de la façade du château, côté jardin.
- Adonis, 1687, bronze, copie d'antique successivement placé à Marly (1695), Meudon (1695-1820) et Compiègne (1820-1872), aujourd'hui au musée du Louvre (cour Marly).
- Tigre terrassant un loup d'après Jacques Houzeau, Lion terrassant un sanglier d'après Corneille Van Clève, Lion terrassant un loup d'après Jean Raon pour deux fontaines édifiées en 1684 par Jules Hardouin-Mansart en bordure ouest du parterre d'eau du parc de Versailles. Bronzes livrés en 1687.

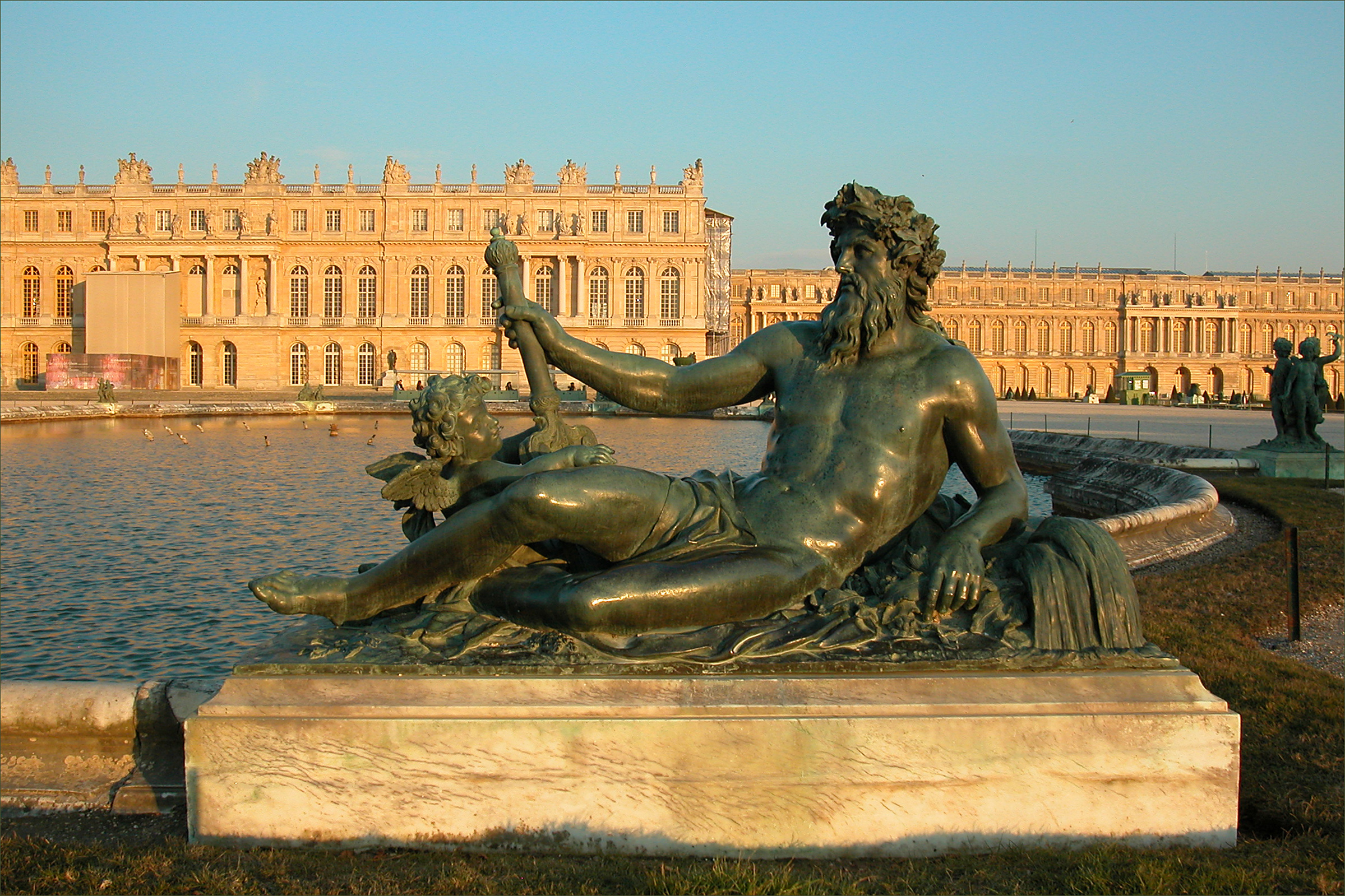
Le Rhône, d'après Jean-Baptiste Tuby, parterre d'eau, parc de Versailles

- Groupes d'enfants, statues de nymphes et de fleuves et rivières pour les deux bassins (ou miroirs d'eau) du parterre d'eau du parc de Versailles. Bronzes livrés entre 1688 et 1691.
- Statue équestre de Louis XIV pour la place des Conquêtes, ou place Vendôme d'après l'œuvre commandée en 1685 par Louvois à Girardon. Fonte à la cire perdue réalisée pour la Ville de Paris en 1692. La statue de plus de sept mètres de haut (environ 17 mètres avec le piédestal) fut achevée en 1694 et inaugurée en 1699. Elle fut abattue sous la Révolution française, en 1792.
- Statue équestre de Louis XIV pour le château de Louvois à Meudon d'après Girardon. Bronze commandé par Louvois en novembre 1690 à Keller ; après la mort de Louvois (1691), Girardon et Keller réalisèrent la fonte, à leurs frais. Œuvre acquise par de Boufflers et installée devant son château en Picardie.